# Straßburger Philharmoniker

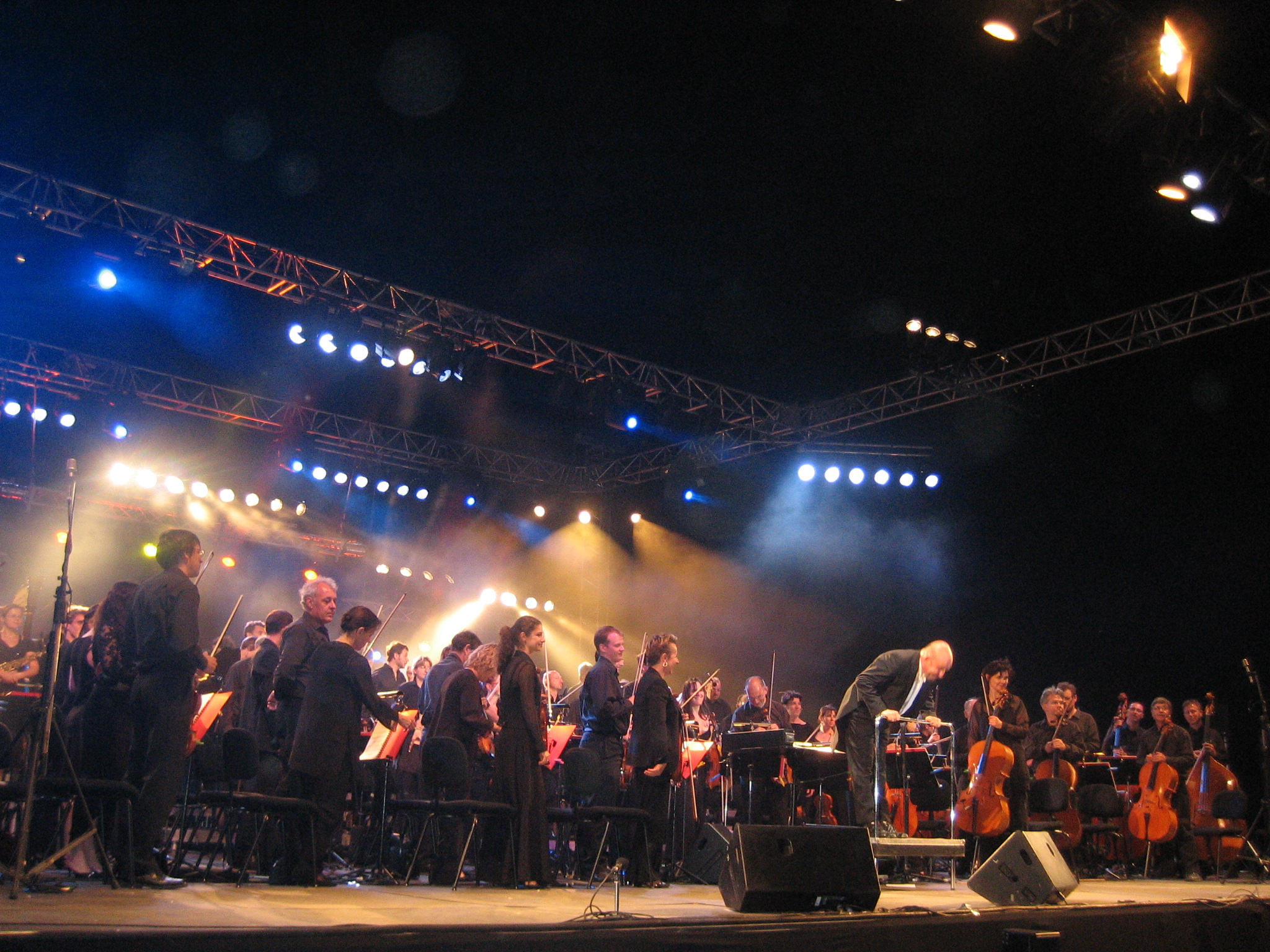
Orchestre philharmonique de Strasbourg (2006)

Das Orchestre philharmonique de Strasbourg (seit 1997 Orchestre national) ist das Sinfonie- und Opernorchester der Stadt Straßburg im Elsass. Es wurde 1855 gegründet und ist das älteste Orchester Frankreichs. 1994 wurde der Klangkörper mit seiner Stammbesetzung von 110 Musikern zum Nationalorchester ernannt und zählt zu den bedeutendsten Orchesterformationen Frankreichs. Aziz Shokhakimov wurde im September 2021 als Nachfolger von Marko Letonja der 15. musikalische und künstlerisch Leiter.

## Geschichte
Seine Glanzzeit erreichte es Ende des 19. und Anfang des 20. Jahrhunderts, im deutschen Reichsland Elsaß-Lothringen. Die kaiserliche Verwaltung unterstützte nach anfänglicher Neuorganisierung das Orchester, das zum Schaufenster deutscher Musikkultur wurde. Prägende Persönlichkeiten dieser Zeit waren unter anderem der Generalmusikdirektor Hans Pfitzner und der Chefdirigent Otto Klemperer. Mehrere Konzerte wurden in dieser Epoche von Richard Strauss oder Gustav Mahler geleitet. Weitere namhafte Chef- oder Gastdirigenten waren unter anderem der Straßburger Charles Münch, Wilhelm Furtwängler, Hermann Scherchen, George Szell (Nachfolger von Klemperer), Hans Rosbaud, Ernest Bour, Theodor Guschlbauer, Marc Albrecht und Marko Letonja geleitet.

## Spielstätten
Hauptspielstätte des Orchestre philharmonique de Strasbourg war lange Zeit der im Jugendstil errichtete Palais des Fêtes, dessen Räumlichkeiten 1933 im Stile der Neuen Sachlichkeit umgestaltet wurden. Seit 1976 spielen und proben die Straßburger Philharmoniker vorwiegend im 1974–1975 von den Architekten François Sauer und Paul Ziegler errichteten Palais de la Musique et des Congrès, der 1989 und in den 2010er-Jahren erweitert wurde.
Das Orchester spielt regelmäßig an Orten wie Philharmonie de Paris, der Hamburg er Elbphilharmonie, Kultur- und Kongresszentrum Luzern, Gasteig (München) und Wiener Musikverein. Im Juni 2017 gab es eine erfolgreiche Konzertserie in Südkorea, der eine Einladung für die nächste Spielzeit folgte.

## Repertoire und Publikum
Das Orchester bespielt ein weitreichendes Repertoire, das vom 18. Jahrhundert bis in die Gegenwart reicht, für das es Dirigenten und Solisten internationalen Ranges, aber auch eine neue Generation förderungswürdiger Nachwuchskünstler einlädt. Es gibt regelmäßig bei Komponisten Musikstücke in Auftrag und organisiert Musikerresidenzen.
Abgesehen von den symphonischen Hauptspielzeiten übernimmt das Orchester einen Teil der Vorstellungen der Opéra national du Rhin, mit der es zahlreiche Vorhaben realisiert hat. Das Orchester arbeitet mit anderen Kulturakteuren der Region zusammen, darunter dem Konservatorium Straßburg, der Haute Ecole des Arts du Rhin, das Festival Musica, Espace Django, das Théâtre national de Strasbourg, das Théâtre du Maillon oder auch die Straßburger Museen die Veranstaltung „Les Bibliothèques idéales“ Mediatheken. Das Orchester ist auch im sozialen Bereich aktiv und hat enge Verbindungen mit dem bestehenden Netzwerk von Verbänden geknüpft.
Um alle Zuhörergruppen zu begleiten, bietet das Orchester zahlreiche Veranstaltungen wie Konzerte für Familien in angepasstem Format, Erlebniswerkstätten mit den Instrumenten der Musiker, Begegnungen mit den Künstlern, Immersion-workshops „ins Herz des Orchesters“, Projektarbeit in Schulen und Universitäten, Vorträge und öffentliche Proben. Die Saison des Orchesters umfasst auch ein reichhaltiges Kammermusikprogramm. Schließlich ist das Orchester in der Straßburger Eurometropole und der Europäischen Gemeinschaft Elsass sehr aktiv, mit Sinfonie- und Kammermusikkonzerten, und mit zahlreichen Vermittlungsaktivitäten. 

## Musikalische Leitung
- Joseph Hasselman, 1855–1870[1]
- Franz Stockhausen, 1871–1907
- Hans Pfitzner, 1907–1918
- Otto Klemperer, 1914–1917, als Assistent von Hans Pfitzner
- George Szell, 1918–1924
- Guy Ropartz, 1919–1929
- Paul Bastide, 1929–1940
- Hans Rosbaud, 1940–1945
- Paul Bastide, 1945–1950
- Ernest Bour, 1950–1963
- Alceo Galliera, 1964–1972
- Alain Lombard, 1972–1983
- Theodor Guschlbauer, 1983–1997
- Jan Latham-Koenig, 1997–2003
- Marc Albrecht, 2004–2011
- Marko Letonja, 2012–2021
- Aziz Shokhakimov, seit 2021

## Diskografie
Unter der Leitung von Alain Lombard entstanden zahlreiche Aufnahmen in den 1970er und Anfang der 1980er Jahre, darunter hochkarätig besetzte Opernaufnahmen für EMI. Unter seinen Nachfolgern Theodor Guschlbauer und Jan Latham-Koenig wurde diese Politik nicht fortgesetzt. Aufnahmen erschienen zwar noch regelmäßig, jedoch – auch wegen der sinkenden Nachfrage – seltener und bei weniger namhaften Labels. Seit Ende der 1990er Jahre wirkt das Orchester auch bei DVD-Opernaufzeichnungen mit.